# Paisà
Paisà és una pel·lícula italiana dirigida per Roberto Rossellini estrenada el 1946. Ha estat doblada al català.

## Argument[2]

### Una pel·lícula
Paisà es presenta sota la forma d'una sèrie de sis relats independents, però lligats pel tema de l'alliberament d'Itàlia pels aliats de la Segona Guerra Mundial durant la Campanya d'Itàlia de la Segona Guerra mundial (1943-1945). Tenen lloc cronològicament, marcant en cada curtmetratge una gran etapa de la progressió geogràfica dels aliats contra els feixistes.
I. 1943: els estatunidencs desembarquen a les costes sicilianes. Seguim un grup de soldats que cerquen un mitjà d'arribar a la seva destinació evitant les mines. Aconsellant-se en la població d'una vila, agafen com a guia, més o menys contra el seu grat, una noia, Carmela, que coneix bé la regió i els condueix fins a les ruïnes d'un castell passant per un antic buidatge de lava.
El sergent Joe està encarregat de vigilar Carmela, i els dos discuteixen, malgrat la frontera de les llengües. A poc a poc, el sergent li parla de coses íntimes, com de la seva família. Però és abatut per una bala alemanya. Carmela es troba amb soldats nazis, que consideren violar-la. Més tard, agafa una arma i abat un soldat. Quan els estatunidencs tornen, troben el cadàver de Joe i decideixen que ha estat Carmela. Última escena, des de dalt del penya-segat, els alemanys miren el cos de la noia sobre les roques més avall, després se'n van.
II. Nàpols és alliberat de fa poc i serveix de plataforma logística. Molts nens maquinen i roben per sobreviure. Un d'ells troba un militar negre estatunidenc, completament ebri. El porta a un espectacle de marionetes, toca la seva harmònica... No se sap mai si vol ser amic seu, o si només pensa a robar-lo. Sigui com sigui, el militar s'acaba adormint, i el nen n'aprofita per treure-li les sabates.
Més tard, l'estatunidenc, que treballa de fet per a la policia-militar, el troba robant la mercaderia d'un camió. Agafa el nen i demana ser conduït a casa seva, per tal de trobar les seves sabates. El nen el porta a un barri d'una misèria aclaparadora. Li dona unes sabates, però no són les seves. El policia vol veure els seus pares, però el nen no ho entén: no té pares, van morir en els bombardaments.
III. Roma. Un jove soldat estatunidenc, enamorat d'una jove italiana, Francesca, el dia de la seva arribada a la capital (6 juny de 1944), troba de nou aquesta mateixa dona, per casualitat, sis mesos més tard. Però no es reconeixen. S'ha convertit en prostituta. L'arrossega per força a la seva cambra. Al llit, l'estatunidenc es posa a explicar la seva història. Mentre escolta el seu relat, la prostituta es reconeix en la Francesca de qui ell està enamorat. Encara enamorada, però embolicada pel seu estatus de prostituta, fuig deixant-li una cita sobre un tros de paper. L'endemà, dessolat, el soldat llança el paper ("l'adreça d'una puta") sense ni mirar-s'ho.
IV. La batalla és forta a Florència. Harriet, jove infermera estatunidenca, persuadeix el seu amic Massimo d'ajudar-lo a entrar a Florència, on fan estralls els combats de carrer, per trobar en Lupo, un antic pintor convertit en cap dels partisans. Els dos arriben a la zona perillosa gràcies a una galeria preservada, i passen de teulada en teulada per arribar a la zona. Mentrestant, un veterà de la guerra del 18, que observa els combats de la seva terrassa i es vanta de reconèixer els calibres de les armes pel so del seu tir, els dona precioses informacions per ajudar-los en la seva cerca. És un home ferit qui, expirant als seus braços i parlant tot sol, els comunicarà que Lupo ja és mort.
V. A la Romanya, l'alliberament es fa llarg perquè els alemanys defensen aferrissadament cada poblet. Més tard, és alliberat un monestir, i hi van tres capellans estatunidencs. Porten amb ells aliments, i tasten en canvi la calma i l'espiritualitat del monestir, de 500 anys d'antiguitat, construït «abans del descobriment de la gran Amèrica». Però els monjos s'assabenten que dos d'aquests capellans estan en el «mal camí»: un és jueu, l'altre protestant. Discuteixen amb el sacerdot principal per convèncer-lo de portar els altres a la raó, però aquest indica sensatament que respecta la seva tria, i que, si ell com els monjos estan persuadits de ser en la verdadera religió, el jueu i el protestant també.
En el sopar, els monjos informen els seus hostes que dejunen en l'esperança que el seu acte situï aquests dos homes en el camí recte. El sacerdot principal s'aixeca, però és només per dir que aquest lloc li ha aportat la reafirmació de la fe.
VI. Hivern 1944. La primera imatge ensenya la sort funesta que està reservada als partisans capturats pels alemanys: es veu un home mort enganxat a una boia, amb un cartell «partisà». Un grup de partisans italians, així com soldats estatunidencs que s'hi han unit, lluiten a la regió i intenten recuperar el cadàver. Però són capturats pels alemanys. Esperen en principi la seva execució, amb la idea que els seus parents no sabran el que els ha succeït. Els alemanys llancen llavors els italians (considerats com "terroristes" o soldats "irregulars") al riu amb pesos lligats al cos, mentre els estatunidencs són tractats com presoners de guerra. Un d'aquests protesta davant la sort dels seus camarades italians i és brutalment abatut.

## Comentari
A través d'aquests sis relats de destins individuals i col·lectius, Paisà  ens fa reviure sense floritura l'alliberament progressiu d'Itàlia per l'exèrcit estatunidenc. Seguint un recorregut alhora geogràfic (de Sicília al delta del Po) i temporal (del 2 de juliol de 1943 a l'hivern de 1944). Cadascun dels sis episodis és d'una llargada equivalent i presenta una nova font dels personatges en una zona italiana diferent. La pel·lícula es fa l'eco dels dolors d'un país que mira de trobar la seva dignitat perduda.
Paisà constitueix el segon capítol de la trilogia de la guerra mundial de Rossellini que comença per Roma, ciutat oberta 1945) i que es conclou amb Germania anno zero 1948).
Es tracta doncs d'una de les obres mestres del neo-realisme italià, dirigida principalment amb actors no professionals escollits en els llocs de rodatge. Paisà és exemple de l'estil de Rossellini: humanista i testimoni lúcid del seu temps.

## Repartiment
- Carmela Sazio: Carmela
- Robert Van Loon: Joe, el soldat estatunidenc
- Alfonsino Pasca: Alfonsino, el noi lladre
- Maria Michi: Francesca
- Gar Moore: Fred, un soldat estatunidenc
- Harriet Medin: Harriet White, la infermera
- Renzo Avanzo: Massimo
- William Tubbs: Bill Tubbs, el capellà
- Dale Edmonds: Dale
- Cigolani: Cigolani
- Giulietta Masina: la prostituta

## Al voltant de la pel·lícula
L'endemà de la Segona Guerra mundial, el cinema coneix un trastorn a causa de l'emergència del neorealisme italià, la força del qual és anunciar un nou enfocament de l'escenificació. En el transcurs dels anys 50, aquest moviment tindrà com a ecos els primers films anomenats d'«d'autor», que es desenvolupen una mica arreu a Europa, però que els costa imposar-se en la majoria de la producció estandarditzada, denotant una certa esclerosi del cinema.
Alguns films neorealistes:
- la vida quotidiana durant la guerra:

Roma, ciutat oberta  de Roberto Rossellini
- el subdesenvolupament, la lluita de classes, la pobresa del camp:

La terra tremola  de Luchino Visconti
Arròs amarg  de Giuseppe De Santis
- la desocupació urbana:

El lladre de bicicletes  de Vittorio De Sica
- la condició de la gent gran:

Umberto D  de Vittorio De Sica

## Premis i nominacions

### Nominacions
- 1949: BAFTA a la millor pel·lícula
- 1950: Oscar al millor guió original per Alfred Hayes, Federico Fellini, Sergio Amidei, Marcello Pagliero, Roberto Rossellini